# 沙甸大清真寺
沙甸大清真寺（又名沙甸清真寺、沙甸清真大寺），位於中華人民共和國云南省个旧市沙甸街道，是中国西南地区最大的清真寺。

## 建筑沿革
沙甸清真寺以阿拉伯建筑风格为主，部分承袭了中国传统建筑，整个清真寺沿中轴线左右对称，由大殿、宣禮塔、和讲经堂组成。
該寺始建于1503年前后的明朝弘治年間。清朝乾隆二十八年（1763年，一說是乾隆三十年，1765年）扩建。沙甸事件時該清真寺被毀。1981年，沙甸大清真寺重建。2005年，清真寺进行扩建，新的礼拜殿建筑面积达17700平方米，可容纳10000人同时做礼拜。

## 改建争议
受宗教中国化运动影响，中国當局对沙甸大清真寺进行了中式建筑风格改造。具有阿拉伯特色的圆形穹顶被拆除。

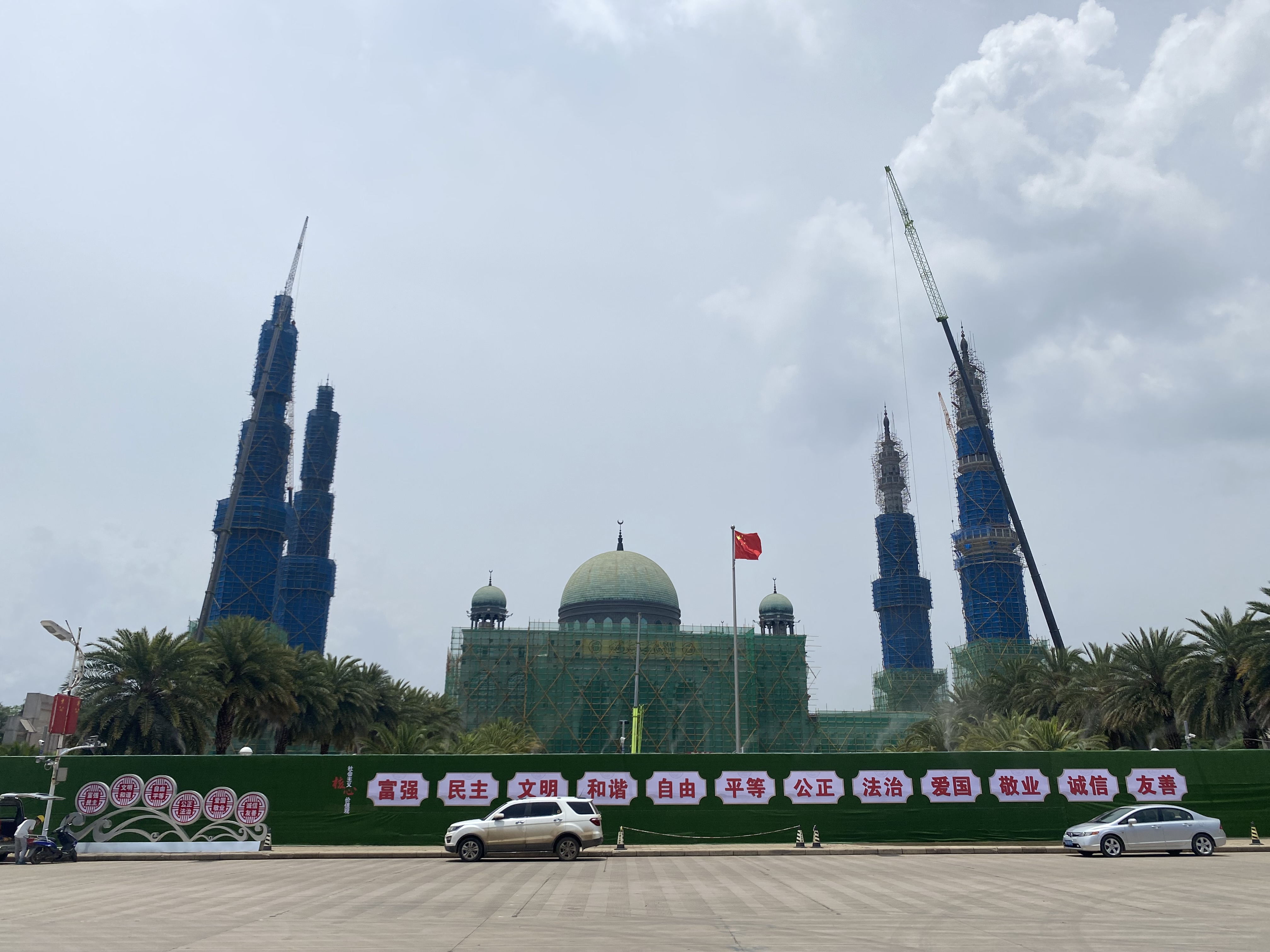
正在拆改中的沙甸大清真寺